# أولاد الزقاق (كيسر)
أولاد الزقاق هي إحدى مشيخات المملكة المغربية، تتبع جغرافيا لإقليم سطات وإداريًا لكيسر. يقدر عدد سكانها بـ 4416 نسمة حسب الإحصاء الرسمي للسكان والسكنى لسنة 2004.